# Goszczyno (województwo mazowieckie)
Goszczyno – wieś sołecka w Polsce położona w województwie mazowieckim, w powiecie płockim, w gminie Staroźreby.
| SIMC    | Nazwa            | Rodzaj    |
| ------- | ---------------- | --------- |
| 0576562 | Goszczyno-Czajki | część wsi |

W latach 1975–1998 miejscowość administracyjnie należała do województwa płockiego.
Z Goszczyna wywodził się ród szlachecki Goszczyńskich, do którego należał m.in. polski poeta romantyczny, belwederczyk, rewolucjonista i towiańczyk - Seweryn Goszczyński.